# Arrondissement de Frankenstein-en-Silésie

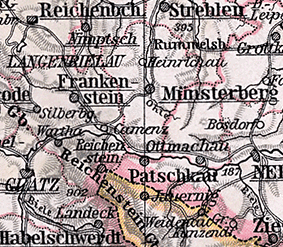
Détail d'une carte de la Silésie, montrant l’arrondissement de Frankenstein.

L'arrondissement de Frankenstein-en-Silésie (anciennement arrondissement de Frankenstein ) est un arrondissement prussien de Silésie, qui existe de 1742 à 1945. Son chef-lieu est la ville de Frankenstein. L'ancien arrondissement se trouve maintenant dans le powiat de Ząbkowice Śląskie dans la voïvodie de Basse-Silésie.

## Histoire administrative

### Royaume de Prusse
Après la conquête de la majeure partie de la Silésie par la Prusse en 1741, l'ordre du cabinet royal de 25 novembre 1741, les structures administratives prussiennes sont introduites en Basse-Silésie. Cela comprend la création de deux chambres de guerre et de domaine (de) à Breslau et Glogau ainsi que leur division en arrondissements et la nomination d'administrateurs d'arrondissement (de) pour le 1er janvier 1742.
Dans la principauté de Münsterberg, l'une des principautés silésiennes, les arrondissements prussiens de Frankenstein et Münsterberg sont formés à partir des faubourgs silésiens de Frankenstein et Münsterberg. Julius Friedrich von Pfeil und Klein-Ellguth est nommé premier administrateur de l'arrondissement de Frankenstein. L'arrondissement de Frankenstein est subordonné à la chambre de guerre et de domaine de Breslau jusqu'à ce qu'il soit affecté au district de Reichenbach de la province de Silésie dans le cadre des réformes Stein-Hardenberg en 1815.
Au cours d'un ajustement de la frontière avec le district d'Oppeln, le village de Gallenau du arrondissement de Grottkau et les villages de Nieder et Ober Plottnitz de l'arrondissement de Neisse (de) sont transférés à l'arrondissement de Frankenstein en 1818. Après la dissolution du district de Reichenbach, l'arrondissement de Frankenstein est attribué au district de Breslau le 1er mai 1820.
Le 21 juillet 1875, la commune rurale et le district du manoir de Kobelau passent de l'arrondissement de Nimptsch à l'arrondissement de Frankenstein.

### État libre de Prusse
Le 8 novembre 1919, la province de Silésie est dissoute et la nouvelle province de Basse-Silésie est formée à partir des districts de Breslau et Liegnitz. Le 30 septembre 1929, tous les districts de domaine sont dissous dans l'arrondissement de Frankenstein conformément aux développements dans le reste de l'État libre de Prusse et sont assignés aux communes voisines.
Le 1er octobre 1932, la majeure partie de l'arrondissement de Münsterberg et les deux communes rurales de Kosemitz et Zülzendorf de l'arrondissement de Nimptsch sont incorporées dans l'arrondissement. Dans le même temps, l'arrondissement de Frankenstein cède la commune rurale de Wiltsch à l'arrondissement de Glatz,.
Dans le courant des années 1930, l'arrondissement reçoit le nom officiel de Frankenstein-en-Silésie. Le 1er avril 1938, les provinces prussiennes de Basse-Silésie et de Haute-Silésie sont fusionnées pour former la nouvelle Province de Silésie. Le 18 janvier 1941, la province de Silésie est de nouveau dissoute et la nouvelle province de Basse-Silésie est formée à partir des districts de Breslau et Liegnitz.
Au printemps 1945, l'arrondissement est occupé par l'Armée rouge. À l'été 1945, l'arrondissement est placé sous administration polonaise par la puissance d'occupation soviétique conformément à l'Accord de Potsdam (de). L'afflux de civils polonais commence dans la zone de l'arrondissement, dont certains viennent des zones à l'est de la ligne Curzon qui sont tombées aux mains de l'Union soviétique. Au cours de la période suivante, la plupart de la population allemande est expulsée de l'arrondissement.

## Évolution de la population
| Année | Habitants | Source |
| ----- | --------- | ------ |
| 1795  | 31 032    | [ 8 ]  |
| 1819  | 36 699    | [ 9 ]  |
| 1846  | 48 625    | [ 10 ] |
| 1871  | 50 100    | [ 11 ] |
| 1885  | 50,193    | [ 12 ] |
| 1900  | 45 632    | [ 13 ] |
| 1910  | 45 312    |        |
| 1925  | 47 304    |        |
| 1939  | 75,056    |        |

## Administrateurs de l'arrondissement
- 1742–1756 00 Julius Friedrich von Pfeil (de)
- 1757–1763 00 Carl Wenzel von Tschepe und Weidenbach (de)
- 1763–1780 00 Christian Wilhelm von Prittwitz und Gaffron (de)
- 1781–1785 00 Carl Gottlieb Ferdinand von Sandretzki (de)
- 1787–1790 00 von Siewert
- 1790– 000000 August von Gellhorn (de)
- 0000–184500  Friedrich von Dresky
- 1848–1851 00 Ernst von Strachwitz
- 1852–1871 00 Alexander Groschke (de)
- 1871–1901 00 Valerian Held (de)
- 1902–1911 00 Karl Schirndinger von Schirnding
- 1912–1918 00 Frédéric-Guillaume de Prusse
- 1918–1919 00 Adolf von Thielmann (de)
- 1933 0000000 Paul Pietsch (de)
- 1933–1934 00 Georg Horstmann (de) (par intérim )
- 1934–1944 00 Hermann Ercklentz (de)
- 1944–1945 00 Otto Ulrich Bährens (de)

## Constitution locale
Depuis 1827, l'ordonnance du 2 juin 1827 pour le duché de Silésie, le comté de Glatz et le margraviat prussien de Lusace s'applique à l'arrondissement, qui est complété par l'ordonnance du 7 janvier 1842. Le règlement de l'arrondissement du 13 décembre 1872 est remplacé par le règlement pour les provinces de Prusse-Orientale et Occidentale, Brandebourg, Poméranie, Silésie et Saxe du 19 mars 1881, qui est resté en vigueur jusqu'en 1945. La ville et la campagne sont - non seulement - toujours constituées différemment en Prusse au XIXe siècle. En raison de traditions très différentes, les provinces occidentales et les provinces nouvellement acquises en 1866 ont également des constitutions municipales différentes. Les ordonnances municipales de 1808 et 1831 sont remplacées par l'ordonnance municipale du 30 mai 1853 pour les six provinces orientales de la monarchie prussienne. Pour les communes rurales, les vues autoritaires de l'ALR s'appliquent depuis 1794; et aucune réforme n'intervient dans la première moitié du XIXe siècle. Ce n'est que dans la décennie suivant l'échec de la révolution bourgeoise de 1848 que :
- la loi relative aux constitutions des communes rurales dans les six provinces orientales de la monarchie prussienne et
- la loi sur l'autorité locale rurale dans les six provinces orientales de la monarchie prussienne, toutes deux du 14 avril 1856 sont introduites

Ainsi, depuis le XIXe siècle, l'arrondissement de Frankenstein est divisé en villes, communes rurales et les districts de manoirs. Avec l'introduction de la loi constitutionnelle prussienne sur les communes du 15 décembre 1933, il y a une constitution communale uniforme pour toutes les communes prussiennes à partir du 1er janvier 1934. Avec l'introduction du code communal allemand du 30 janvier 1935, le « principe du Führer » est appliqué au niveau municipal.

## Communes
L'arrondissement de Frankenstein-en-Silésie avant sa dissolution comprend cinq villes et 98 communes rurales : 
| - Alt Altmannsdorf - Alt Heinrichau - Baitzen - Banau - Bärdorf - Bärwalde - Baumgarten - Belmsdorf - Bernsdorf - Briesnitz - Brucksteine - Dittmannsdorf - Dörndorf - Dürr Hartha - Eichau b. Münsterberg - Eichau b. Wartha - Follmersdorf - Frankenberg - Frankenstein-en-Silésie, ville - Frömsdorf - Gallenau - Gierichswalde - Giersdorf - Glambach - Gläsendorf - Grochau | - Grochwitz - Groß Nossen - Groß Olbersdorf - Haunold - Heinersdorf b. Frankenstein - Heinrichau - Heinrichswalde - Heinzendorf - Hemmersdorf - Hertwigswalde - Herzogswalde - Johnsbach - Kamenz - Kleutsch - Kobelau - Kosemitz - Krelkau - Kunzendorf - Lampersdorf - Lauenbrunn - Leipe - Liebenau - Löwenstein - Maifritzdorf - Moschwitz - Münsterberg, ville | - Neu Altmannsdorf - Neuhaus - Neuhof - Nieder Kunzendorf - Nieder Pomsdorf - Niklasdorf - Ober Johnsdorf - Ober Kunzendorf - Ober Pomsdorf - Olbersdorf - Paulwitz - Petershagen - Peterwitz - Pilz - Plottnitz - Protzan - Quickendorf - Raschdorf - Rätsch - Raudnitz - Reichenau - Reichenstein-en-Silésie, ville - Reindörfel - Reumen - Riegersdorf - Rosenbach | - Sand - Schlause - Schlottendorf - Schönheide - Schönwalde - Schräbsdorf - Schrom - Seitendorf - Silberberg (Eulengebirge), ville - Stolz - Tadelwitz - Tarchwitz - Tarnau - Taschenberg - Tomnitz - Wartha - Weigelsdorf - Wenig Nossen - Wiesenthal - Willwitz - Wolmsdorf - Zadel - Zesselwitz - Zinkwitz - Zülzendorf |

Les incorporations suivantes ont lieu dans l'arrondissement jusqu'en 1937:
- Gollendorf, le 1er avril 1937 à Nieder Pomsdorf
- Grunau, le 30 septembre 1928 à Kamenz
- Herbsdorf, le 1er avril 1937 à Nieder Pomsdorf
- Kaubitz, le 30 septembre 1928 à Schräbsdorf
- Laubnitz, le 30 septembre 1928 à Kamenz
- Raschgrund, le 1er avril 1929 à Raschdorf
- Reisezagel, le 1er avril 1937 à Bärwalde
- Rocksdorf, le 30 septembre 1928 à Gläsendorf
- Schodelwitz, le 30 septembre 1928 à Gläsendorf
- Seherrsgrund, le 30 septembre 1928 à Quickendorf

## Noms de lieux
La commune d'Olbersdorf b. Frankenstein est rebaptisé Groß Olbersdorf en 1934 et la municipalité de Tepliwoda en Lauenbrunn en 1936.

## Personnalités liées à l'arrondissement
- Marie Wiegmann (1820-1893), peintre née à Silberberg.
- Otto Steinmann (1831-1894), homme politique né à Baumgarten.
- Wolfgang Güttler (1893-1918), aviateur né à Reichenstein.